# Springfield Indians
Gli Springfield Indians sono stati una squadra di hockey su ghiaccio dell'American Hockey League con sede nella città di Springfield, nello stato del Massachusetts. Nacquero nel 1926 nell'allora Canadian-American Hockey League e si sciolsero mezzo secolo dopo nel 1994, dopo aver conquistato nel corso degli anni sette Calder Cup. Nel corso della propria storia la franchigia giocò ininterrottamente eccetto nei periodi 1933-35 e 1942-46. La squadra assunse il nome di Syracuse Warriors dal 1951 al 1954, mentre dal 1967 al 1975 fu nota come Springfield Kings.

## Storia
Gli Springfield Indians nacquero nel 1926 prendendo parte alla Canadian-American Hockey League, lega creata dagli Indians e da altre quattro formazioni. Il nome fu scelto in onore della Indian, nota industria motociclistica con sede a Springfield. Nelle prime stagioni furono il farm team dei New York Rangers, per poi affiliarsi all'altra squadra della città, i New York Americans.
In seguito alla grande depressione la Can-Am si fuse con l'International Hockey League formando la International-American Hockey League, antenata dell'odierna American Hockey League. Nel 1939 la squadra venne comprata dall'allora difensore dei Boston Bruins Eddie Shore. Dopo aver interrotto le attività durante la seconda guerra mondiale dal 1942 al 1946 gli Indians tornarono a giocare nella AHL. Fra il 1951 e il 1954 la squadra si trasferì temporaneamente a Syracuse dove assunse il nome di Syracuse Warriors. Con la guida di Shore gli Indians fra il 1960 ed il 1962 vinsero tre Calder Cup consecutive.
Al termine dell'era delle Original Six la squadra cambiò nome e colori sociali, divenendo Springfield Kings in onore dei Los Angeles Kings. Nella stagione 1970-71 la squadra vinse la quarta Calder Cup, seguita dalla quinta nel 1975 una volta ritornati alla denominazione Indians. Nelle stagioni successive cambiò numerose volte la propria affiliazione con le franchigie della National Hockey League.
Dopo sei stagioni come farm team dei New York Islanders gli Indians nel 1990 si legarono agli Hartford Whalers, assumendone anche i colori sociali; nelle due stagioni successive la squadra vinse nuovamente la Calder Cup. Nel 1994 la franchigia lasciò la città di Springfield per trasferirsi a Worcester, dove assunse il nome di Worcester IceCats. Nel corso della propria storia dodici giocatori degli Indians sono stati inseriti nella Hockey Hall of Fame. Quello stesso anno fu creata una nuova franchigia per raccogliere l'eredità degli Indians, gli Springfield Falcons.

### Affiliazioni
Nel corso della loro storia gli Springfield Indians-Kings e i Syracuse Warriors sono stati affiliati alle seguenti franchigie della National Hockey League e della World Hockey Association:
- New York Rangers: (1926-1933)
- Montreal Canadiens: (1935-1936)
- NY Americans: (1939-1942)
- Boston Bruins: (1957-1958)
- New York Rangers: (1959-1962)
- Los Angeles Kings: (1967-1975)
- California Golden Seals: (1974-1975)
- Kansas City Scouts: (1975-1976)
- Philadelphia Flyers: (1976-1977)
- Washington Capitals: (1976-1977)
- Los Angeles Kings: (1977-1980)

- NE Whalers: (WHA 1977-1979)
- Hartford Whalers: (1979-1980)
- Boston Bruins: (1980-1981)
- New York Rangers: (1981-1982)
- Chicago Blackhawks: (1982-1984)
- Philadelphia Flyers: (1983-1984)
- St. Louis Blues: (1983-1984)
- Minnesota North Stars: (1984-1987)
- New York Islanders: (1984-1990)
- Hartford Whalers: (1990-1994)

## Record della franchigia

### Singola stagione
Gol: 56  Michel Picard (1990-91)
Assist: 74  Bruce Boudreau (1987-88)
Punti: 116  Bruce Boudreau (1987-88)
Minuti di penalità: 372  Mick Vukota (1987-88)
Shutout: 8  Marcel Paille (1960-61)

### Carriera
Gol: 422  Jim Anderson
Assist: 442  Brian Kilrea
Punti: 813  Jim Anderson
Minuti di penalità: 844  Rod Dallman
Partite giocate: 943  Jim Anderson

## Palmarès

### Premi di squadra
- Calder Cup: 7

1959-1960, 1960-1961, 1961-1962, 1970-1971, 1974-1975, 1989-1990, 1990-1991
- F. G. "Teddy" Oke Trophy: 5

1959-1960, 1960-1961, 1961-1962, 1990-1991, 1991-1992
- Richard F. Canning Trophy: 3

1989-1990, 1990-1991, 1992-1993

### Premi individuali
- Dudley "Red" Garrett Memorial Award: 1

Jim Anderson: 1954-1955
- Eddie Shore Award: 5

Bob McCord: 1960-1961
Kent Douglas: 1961-1962
Noel Price: 1969-1970, 1971-1972
Gord Smith: 1973-1974
- Fred T. Hunt Memorial Award: 1

Bruce Boudreau: 1987-1988
- Harry "Hap" Holmes Memorial Award: 2

Marcel Paille: 1960-1961, 1961-1962
- Jack A. Butterfield Trophy: 2

Jeff Hackett: 1989-1990
Kay Whitmore: 1990-1991
- John B. Sollenberger Trophy: 5

Bill Sweeney: 1960-1961, 1961-1962, 1962-1963
André Peloffy: 1976-1977
Bruce Boudreau: 1987-1988
- Les Cunningham Award: 1

Ross Lowe: 1954-1955
- Louis A. R. Pieri Memorial Award: 1

Jim Roberts: 1989-1990